# Playa de Campamento
La playa de Campamento es una playa costalucense situada en el término municipal de San Roque en la comarca andaluza del Campo de Gibraltar en España. Ubicada en la bahía de Algeciras entre las pedanías de Puente Mayorga y Campamento. Es una playa de unos 1200 metros de longitud y 20 metros de anchura media. Apta para el baño, esta playa posee un pequeño embarcadero para pequeñas y medianas embarcaciones. Dispone de gran cantidad de servicios, como recogida de basuras, duchas, aseos y una línea de autobuses que comunica con San Roque centro y con la estación de autobuses de la vecina localidad de La Línea de la Concepción.